# 携帯電話ゲーム

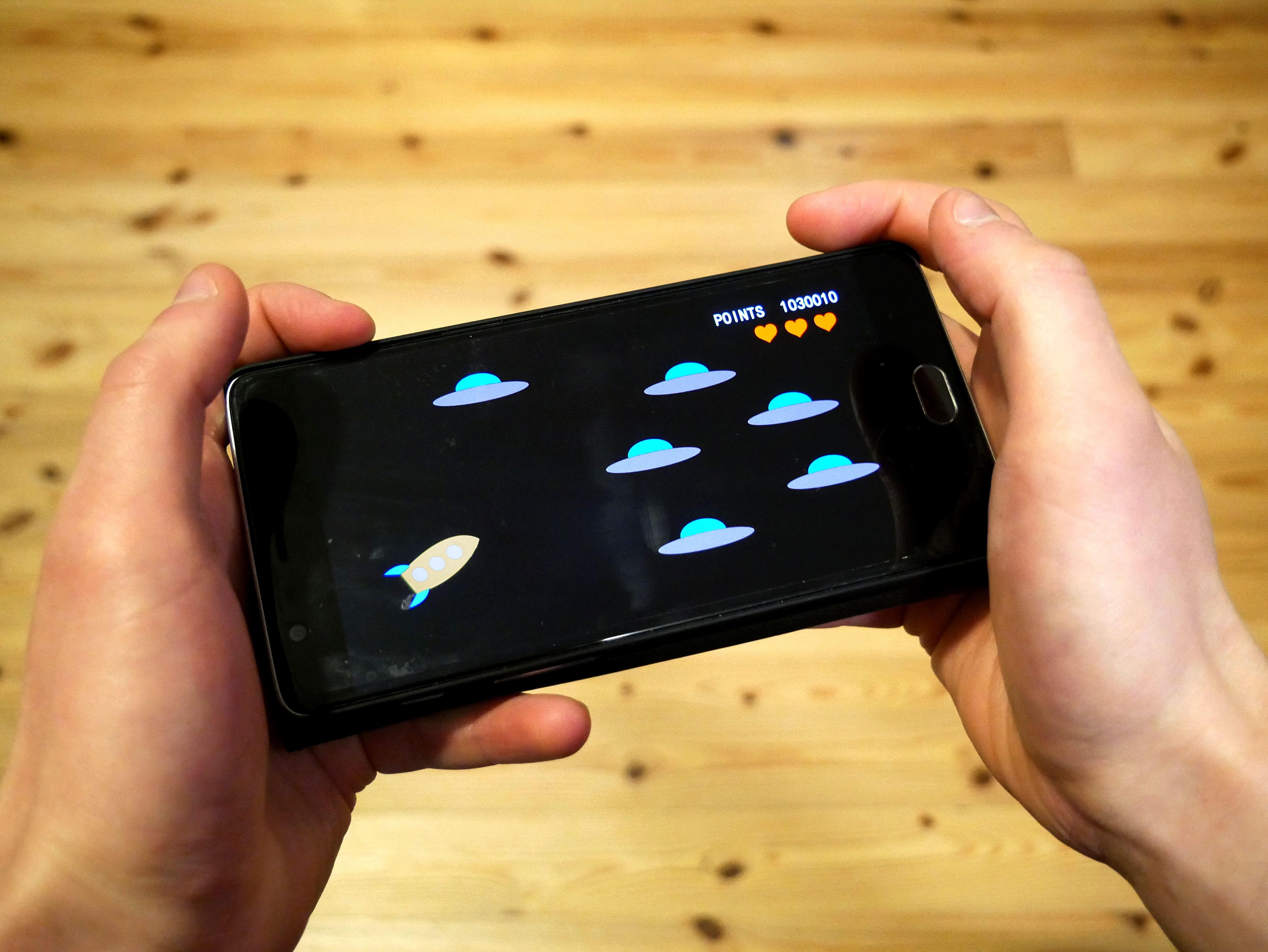
スマートフォンのゲームで遊ぶ

携帯電話ゲーム（けいたいでんわゲーム）とは携帯電話の機能を用いて遊ぶコンピュータゲーム。モバイルゲーム（mobile game）とも呼ばれる。
スマートフォンのゲームは、スマートフォンゲーム（スマホゲーム）とも呼ばれる。

## 歴史

### 携帯電話ゲームの登場 (1994年)
携帯電話にゲームがプリインストールされるようになったのは1994年からであり、同年に登場した携帯電話ゲームには、IBM Simonに搭載された「Scramble」と、Hagenuk MT-2000に搭載された『テトリス』が存在する。

### 通信を利用した携帯電話ゲームの登場 (1997年)
1997年6月14日、バンダイは『たまごっち』内蔵のPHSである「たまぴっち」を発売した。この機種は、メール機能を用いてキャラを別の端末へ配信することが可能であった。
同年12月、ノキアの携帯電話端末であるNokia 6110に『ヘビゲーム』がプリインストールされた。同ゲームは、赤外線通信により対戦プレイを行うことが可能であった。

### 各通信会社による簡易Webプラットフォームの提供 (1999年)
1999年より各通信会社が簡易Webプラットフォームの提供を始め、これによって携帯電話ゲーム向けのブラウザゲームが登場した。1999年2月22日、NTTドコモは「iモード」サービスを開始し、同年4月14日 、DDIセルラーグループ (現：KDDI・沖縄セルラー電話) は「EZweb」サービスを開始し、同年12月10日、J-PHONE (現：ソフトバンクモバイル)は「J-Skyウェブ (現：Yahoo!ケータイ)」サービスを開始した。
2000年3月にはゲームメーカーハドソンがiモード向けにゲーム配信サービスを開始した。
また、2000年7月には携帯ゲーム機 ワンダースワンを携帯電話に繋げて情報サービスを利用するためのモバイルワンダーゲートが登場した。翌8月にはよりメジャーなゲームボーイカラーでも同様のモバイルアダプタGBが発売される予定となっていたものの延期となり、こちらは翌2001年に登場となった。

### Javaアプリの登場と3Dゲームの登場 (2001年)
2001年、各通信会社がJavaアプリプラットフォームを提供し、Javaアプリによる携帯電話ゲームが登場した。同年1月26日、NTTドコモは「iアプリ」サービスを開始し、同年6月22日、J-PHONEは「Javaアプリ (現：S!アプリ)」サービスを開始し、同年7月4日、au (現：KDDI・沖縄セルラー電話)は 「ezplus (現：EZアプリ (Java))」サービスを開始した。
iモード向けにゲームを配信していたハドソンも503iシリーズの発売にあわせてiアプリ対応コンテンツサービスを開始した。
同年、スパイシーソフトはアプリ流通サイトの「アプリ★ゲット」を開始し、その後、スパイシーソフトとベクターは合弁会社のスパイシー・ベクターを設立してその事業を移管した。スパイシー・ベクターはInfoseekやYahoo!などの大手ポータルサイトと提携を行った。
同年3月、エイチアイは3DミドルウェアのMascotCapsuleの提供を開始し、携帯電話に採用されていった。MascotCapsuleは「リッジレーサー」のモバイル版 (ナムコ) や『電車でGO! 3D』(タイトー)などの初期の3D携帯電話ゲームに使われた。また、2002年には、MascotCapsuleの対抗として三菱電機のZ3Dグラフィックスエンジンが登場し、それに向けて『どこでもチョコボ』 (スクウェア)や『サイキックフォース～EPISODE ONE～』 (タイトー)などのゲームが登場した。

### タッチスクリーン採用のSymbianスマートフォンの登場 (海外、2000年)
海外において、2000年、Ericssonはタッチスクリーン採用のSymbianスマートフォンであるEricsson R380を発売し、Nokiaはタッチスクリーン採用のシリーズ80のSymbianスマートフォンを発売した。
2002年、Sony EricssonはSymbianスマートフォンとして、ソフトウェアプラットフォームにタッチパネルベースのUIQを採用するSony Ericsson P800を発売した。UIQ向けのソフトウェア開発に必要なUIQ SDKはWeb経由で無料に提供されたため、非公認アプリの開発が盛んとなった。2003年、PC向けFPSゲーム『DOOM』がSony Ericsson P800に移植され、『EDoom for the SonyEricsson P800』としてリリースされた (操作はスタイラスによる)。
モバイル向けの3Dゲームエンジンも登場した。2002年、FathammerはSony Ericsson P800等に向けて、モバイル向け3DゲームエンジンのX-Forge 3Dをリリースし、2003年、Synergenix Interactiveもモバイル向け3DゲームエンジンのMophunをリリースした。しかし、これら 初期の3Dゲームエンジンは、ソフトウェアレンダリング技術に依存していた。
日本では、唯一2005年にUIQ採用Symbianスマートフォンのモトローラ M1000がドコモから発売されたものの、テンキーが無い機種であったため、スマートフォンではなく「PDAのような携帯電話」として扱われてしまったほか、M1000の後継機はWindows Mobileベースとなってしまった。

### SDカード対応機種及び大作アドベンチャーゲームの登場 (2002年)
2002年3月、携帯電話としては初の外部記憶媒体SDカード対応の機種「J-SH51」が登場し、同年4月には人気ホラーアドベンチャーゲーム「かまいたちの夜」の移植版『かまいたちの夜mini』（チュンソフト）がSDカードへの保存に対応する形で登場した。
その後、2003年から2004年にかけてパケット定額制が登場し、チュンソフト製の『弟切草』や『街 〜運命の交差点〜』も携帯電話へと移植されていった。
またオリジナルアドベンチャーゲームでは『いづみ事件ファイルシリーズ』（ジー・モード・2002年〜）、『探偵・癸生川凌介事件譚シリーズ』（元気・2004年〜）、『歪みの国のアリス』（サン電子・2006年）、『探偵☆パンチ!!』（チュンソフト・2007年）などが登場した。

### ネイティブアプリ及びOpenGL ES対応端末の登場 (2003年)
2003年2月21日、auはネイティブアプリプラットフォームの「EZアプリ（BREW）」サービスを開始した。また、同年、モバイル向け標準3D APIのOpenGL ESが登場し、多くの端末がそれに対応していった。端末の性能向上もあり、3Dアプリが増えていくこととなった。
この頃に登場した3Dアプリとしては、ゲームロフトの『リアルサッカー』 (2004年)や『アスファルト アーバン GT』 (2005年)、元気モバイル (現And Joy) の『首都高バトルEVOLUTION』 (2006年)が存在する。

### 大作RPGの登場 (2003年)
2003年、NTTドコモはFOMA 900iシリーズでiアプリを強化してパワーアップiアプリとした。これにより、『ドラゴンクエストシリーズ』や『ファイナルファンタジーシリーズ』の移植版が登場した。
また、既存RPGシリーズのモバイル向け外伝/新作RPGも登場した。2004年、ナムコはテイルズ オブ シリーズのモバイル向けWebサイト「テイルズ オブ モバイル」を立ち上げ、『テイルズ オブ タクティクス』を配信した。同年、アトラスも女神転生シリーズのモバイル向けサイト「メガテンα」を開始し、『真・女神転生if ハザマ編』『真・女神転生-20XX』などのRPG作品を配信した。同年、スクウェア・エニックスは、ファイナルファンタジーVIIの外伝作品として『ビフォア クライシス ファイナルファンタジーVII』(2004年)を配信した。2003年、G-modeはモバイル向けサイト「RPG-mode」(後の「R.P.G-mode」)を立ち上げ、2004年、大空の世界を舞台とする新RPGシリーズの『フライハイトクラウディア』を配信した。
その後も、聖剣伝説シリーズの『聖剣伝説 FRIENDS of MANA』 (2007年・スクウェア・エニックス)、キングダム ハーツ シリーズの『キングダム ハーツ コーデッド』(2008年・スクウェア・エニックス) 、『SDガンダムRPG』(2006年・バンダイネットワークス)、『ドラゴンボール RPG』(2008年・バンダイネットワークス)などが配信された。
スマートフォンアプリ時代には、iOS用の新作買い切りRPGとして、『CHAOS RINGS』（2010年4月・スクウェア・エニックス）、『Infinity Blade』 (2010年12月・Epic Games)などが登場した。

### フィーチャーフォン向けMMORPGの登場 (2003年)
2003年、ドワンゴはPC向けMMORPG『ウルティマオンライン』のモバイル版である『ウルティマ オンライン モバイル版』をリリースした。2004年、アンビションはモバイル向けMMORPGの『ネバーワールドオンライン』をリリースした。その後も、『魔法学園アヴィリオン』 (2005年・ブイシンク)、『エターナルゾーンオンライン』 (2006年・エイチーム)、『Master of Fantasia』 (2007年・DeNA) などといったタイトルが登場した。
フィーチャーフォン向けの3DのMMORPGも登場し、『イルーナ戦記Online』 (2008年・アソビモ)、『エレメンタルナイツオンライン』 (2008年・ウインライト)、『フリフオンラインモバイル』 (2008年・ガーラジャパン)、『セレスアルカ』(2010年・アソビモ)などといったタイトルがリリースされた。
2010年3月、ガンホー・オンライン・エンターテイメントは、『ラグナロクオンライン』のモバイル版である『ラグナロクオンライン Mobile Story』のサービスを開始した。

### Windows Mobile端末の流行 (2005年)
Windows OSのモバイル版であるWindows Mobile (Windows CE)は以前よりPDAで使われていたが、その後、携帯電話にも搭載されることとなった。2005年、ウィルコムの発売したWindows MobileベースのPHS端末であるW-ZERO3が売れ、また、2006年、ドコモの発売したモトローラ M1000後継機のhTc ZもWindows Mobileベースとなった。
Windows Mobileでは3D APIとしてDirect3Dのモバイル版であるDirect3D Mobileが用意されていた。また、公式アプリストアが無かったため、日本ではPCソフトで有名なVectorなどがアプリディストリビュータとなっていた。Windows Mobileではレトロゲームを遊ぶためのゲームエミュレータが流行したとされる。2009年には公式アプリストアのWindows Marketplace for Mobileが誕生し、その後、『実況パワフルプロ野球』のモバイル版である『モバイル・パワフルプロ野球MEGA』や『ボンバーマン』のモバイル版などが登場した。

### SNSベースのモバイルゲームプラットフォームの登場 (2006年)
2004年2月、国内において、SNSサービスのmixiやGREEが登場し、同年9月、mixiはそのモバイル版であるmixiモバイルを開始し、2005年6月、GREEはそのモバイル版であるGREEモバイルを開始した。
2006年2月、DeNAはモバイル向けゲームプラットフォームのモバゲータウン (後のMobage) を開始、GREEと共にテレビCMを大量に放送し拡大した。2007年5月、GREEモバイルは『釣り☆スタ』でモバイルゲームに参入し、同年12月、mixiもピコピコmixiでモバイルゲームに参入した。2008年4月、DeNAはモバゲータウンにアイテム課金制を導入した。
2008年、Facebook上に抗争ゲームの『Mob Wars』が登場して海外で人気を博し、2009年、そのフォロワーとして『Mafia Wars 』(Zynga)が登場した。日本では、2009年にDeNAがMobage及びmixiアプリ上で『怪盗ロワイヤル』をリリースした。その後も、『戦国ロワイヤル』 (2010年・DeNA)、『ガンダムロワイヤル 』(2010年・バンダイナムコゲームス)、『帝国ロワイヤル』 (2011年・DeNA)が登場した。
2010年、カードバトルゲームの『ドラゴンコレクション』 (コナミ)がヒットし、2011年にはそのフォロワーとして『探検ドリランド』 (GREE)、『神撃のバハムート』 (Cygames)などのカードバトルゲームが登場した。

#### アイドルソーシャルゲームの登場
2010年7月、サイバーエージェント子会社のCyberXは、モバゲータウン上でアイドル育成ゲーム『ドリームプロデューサー』をリリース。その後、2011年7月にGREE上において同じくCyberXによるアイドルソーシャルカードゲーム『アイドルレボリューション』がリリース。同年8月、タイトーと提携したGREEによる『アイログ』がリリースされた。
同年11月、バンダイナムコは『アイドルマスターシリーズ』の派生タイトルとして、モバゲー上で『神撃のバハムート』のゲームシステムを流用した『アイドルマスター シンデレラガールズ』をリリースしヒットタイトルとなる。その後も2013年にGREE上で『アイドルマスター ミリオンライブ!』を、2014年にモバゲー上で男性アイドル版の『アイドルマスター SideM』を相次いでリリースした。
2013年、サイバーエージェントはAmebaスマホ上で『あいこん47都道府県アイドルバトル 』(後に『アイドルうぉーず』)をリリース。同タイトルは、サービス終了後プラットフォームをDMMへ移しアダルトゲームとして再リリースされたことで話題となった。
スマートフォンアプリの時代には、『あんさんぶるスターズ!』(2015年・Happy Elements)、『A3!』(2017年・リベル・エンタテインメント)、『アニドルカラーズ』(2017年・ボルテージ)などが登場した。

#### リアルタイムギルドバトル (GvG) ゲームの登場と訴訟
2010年、gloopsはモバゲータウン上で『大乱闘!!ギルドバトル』をリリースし、その後も多くの「大乱闘シリーズ」のタイトルをリリースした。2012年9月、gloopsの社員らは独立してグラニを設立し、2013年、グラニは『神獄のヴァルハラゲート』をリリースした。また他社も参入し、『アヴァロンの騎士』(2012年・クルーズ)、『ドラゴンジェネシス -聖戦の絆-』(2013年・gumi)、『プリンセスコネクト!』(2015年・サイバーエージェント及びCygames)などのリアルタイムギルドバトルゲームが登場した。
2013年、「神獄のヴァルハラゲート」運営元のグラニは、gumiの「ドラゴンジェネシス -聖戦の絆-」が同アプリに酷似していると指摘した。一方、大乱闘シリーズ運営元のgloopsは、グラニの「神獄のヴァルハラゲート」が「大乱闘シリーズ」のゲームシステムを不正使用したと主張して裁判を起こした (2015年和解)。
スマートフォンアプリの時代には、『運命のクランバトル』(2012年・ポケラボ)、『ドラゴンリーグX』(2012年・アソビズム)、『栄光のガーディアンバトル』(2012年・ポケラボ)、『戦国炎舞 -KIZNA-』(2013年・サムザップ)、『戦乱のサムライキングダム』(2014年・ポケラボ)、『ぼくとドラゴン』(2015年・スタジオキング→スタジオレックス)などのリアルタイムギルドバトル中心のゲームが登場した。
2016年5月、マイネットはポケラボの『戦乱のサムライキングダム』の運営事業を買収し、同年11月、クルーズの『アヴァロンの騎士』の運営事業を買収し、2018年4月、グラニの『神獄のヴァルハラゲート』の運営事業を買収した。
『神獄のヴァルハラゲート』の中核クリエイターであった谷直史はその後もGvGシステムを内包するタイトルとして『黒騎士と白の魔王』（2017年4月・グラニ→マイネット）、『ラグナドール 妖しき皇帝と終焉の夜叉姫』（2021年10月・グラムス）などを制作している。

#### ソーシャル釣りゲームの登場と訴訟
釣りゲームは、JavaアプリやBREWアプリの時代から幾つか存在していた (『釣りバカ気分』 (1999年・ドワンゴ)、『川のぬし釣り』(2004年・マーベラスライブウェア)、『釣り物語』 (2005年・ナムコ)、『ブレス オブ ファイア 竜の釣り師』(2005年・カプコン)など)。
2007年、GREEはソーシャル釣りゲーム『釣り☆スタ』をリリースした。その後2008年8月にDeNAにより『釣りゲータウン』が、続く2009年2月に『釣りゲータウン2』がリリースされたが2009年9月、GREEは著作権侵害でDeNAを提訴した。最終的にDeNAは勝訴するものの、『釣りゲータウン2』の配信は終了となった。
スマートフォンアプリの台頭後も『LINE 釣りマス』 (2013年、LINE)などといった釣りゲームが登場したが、いずれのタイトルも短命に終わっている。2017年3月、スクウェア・エニックスは『スクールガールストライカーズ』内において釣りイベントを行い、ミニゲームとしてフィッシングゲームを追加した。同年には任天堂によって、釣り機能のある『どうぶつの森 ポケットキャンプ』がリリースされた。

#### コーディネートゲームの普及
GREEやモバゲータウンなどのモバイルSNSにはドット絵のアバターシステムがあり、ファッションゲーム的要素が存在していた。2009年8月、モバゲータウンはモーション付きの3Dアバターを導入した。
同年12月、独自SNSを運営していたKlabは恋愛ゲームにアバター要素を持ち込んだ『恋してキャバ嬢』を作りヒットし、その後もGREE版『ダーリンは芸能人』(ボルテージ・2010年)、『イケメン大奥★恋の園for GREE』(サイバード・2011年)などのアバター要素を持つ女性向け恋愛ゲームが登場した。
2010年8月にはサイバーエージェント子会社のサムザップによりGREE上でファッションコーディネートゲーム『コーデマニア』がリリース。2011年にはSynphonie (現enish)がGREE上でアパレルショップ経営ゲーム『ガルコレ』をリリースした。
ガーデニングゲームでは2008年9月、GREEはガーデニングゲーム『ハコニワ』をリリースした。
スマートフォンアプリの時代には、『ポケコロ』 (ココネ・2011年)、『ポケットランド』 (ジークレスト・2013年)、『CocoPPa Play』 (2014年・ユナイテッド)、『ミラクルニキ（日本版）』 (2016年・テンセント)、『どうぶつの森 ポケットキャンプ』 (2017年・任天堂)、『シャイニングニキ（日本版）』(2021年・Papergames) などが登場している。
2015年、バンダイナムコは、自由に家具を配置可能なルーム機能を持つ『アイドルマスター シンデレラガールズ スターライトステージ』をリリースした。『SHOW BY ROCK!!』 (2013年・ギークス。ルーム及びアバター機能追加は2016年より)、『アズールレーン』 (2017年・嗶哩嗶哩)、『新テニスの王子様 RisingBeat』 (2017年・アカツキ)、『きららファンタジア』 (2017年・ドリコム)などの高度なルーム機能を副機能として持つゲームが増えていった。

#### ソーシャル育成ゲーム/栽培ゲーム/放置ゲームの普及
モバイル向けの育成ゲームは長らく『たまごっち』の亜流作品が主流であった。2007年7月、GREEでソーシャル育成ゲーム『踊り子クリノッペ』が登場し、ヒットする。クリノッペはアバターの自動表示を行ったため、アバター騒動を引き起こした。一方、モバゲータウンでは2009年9月に「住み着き妖精セトルリン」が登場した。2010年、So-netは「リヴリーアイランド」のモバイルコンテンツである「おでかけリヴリー」を提供した。
2009年、mixi上で『サンシャイン牧場 』(Rekoo)のサービスが開始、2010年にはモバイル版がリリースされた。同年、Mobage上で『農園ホッコリーナ』 (DeNA)のサービスが開始された。2011年にはGREE上で『ちょこっとファーム』 (ドリコム)がサービス開始。2012年6月には「ピグライフ」のアプリ版である『どこでもピグライフ』(サイバーエージェント)が配信された。また、同年8月にはMobage上で『ホッコリーナ』のクローンゲーム『ホッコリ！たまごっち～な』(バンダイナムコ)が開始された。
スマートフォンアプリの時代には、『おさわり探偵 なめこ栽培キット』 (2011年・ビーワークス)、『ねこあつめ』（2014年・Hit-Point）、『放置少女〜百花繚乱の萌姫たち〜』 (2017年・Glee Games)、『旅かえる』 (2017年・Hit-Point)、『コウペンちゃん はなまる日和』(2019年・DMM.futureworks)などといった放置ゲームのタイトルが登場した。

#### レストラン経営ゲーム/パーティー主催ゲームの普及
2009年11月、Synphonie (後のenish)は、mixiアプリとして『ぼくのレストラン』をリリースしてヒットし、その後、それをGREEやMobageにも提供した。DeNAとイストピカは2009年12月に『ビストランテ』を、2011年に『ビストロワールド』などのタイトルをMobage上でリリース。2012年、DeNAとディズニーはMobage上でパーティー主催ゲーム『ディズニーパーティ』(後の『ディズニーはらぺこレストラン』) をリリースした。
スマートフォンアプリの時代には、『LINE アイラブコーヒー』(2013年・LINE)や『クッキングフィーバー』(2014年・Nordcurrent)、恋愛ゲーム要素のある『ときめきレストラン☆☆☆』(2013年・コナミ / コーエーテクモゲームス)が登場した。

#### スポーツゲームの普及
2010年4月、ポケラボはMobageにおいて『やきゅとも!』をリリース、2011年にはコナミがGREEで『プロ野球ドリームナイン』をリリースした。同年、Mobage上ではgloopsが『大熱狂!!プロ野球カード』のサービスを開始。2012年、GREEは「やきゅとも!」の開発元であるポケラボを買収した。
2011年、コナミはGREEで『Jリーグドリームイレブン』(後の『ワールドサッカーコレクション』)をリリースし、同年、EAとgumiは、GREEでモバイル版の『FIFA ワールドクラスサッカー』をリリースした。
スマートフォンアプリの時代には、『スマートフォン版実況パワフルプロ野球 』(2014年・コナミ)、『プロ野球スピリッツA』 (2015年・コナミ)、『ウイニングイレブン クラブマネージャー』 (2015年・コナミ)、『実況パワフルサッカー』 (2016年・コナミ)や、恋愛ゲーム要素を持つ『八月のシンデレラナイン』(2017年・アカツキ）などが登場している。

#### ランアクション/レースゲームの普及
ランアクションはJavaアプリの時代より存在した。2007年、スパイシーソフトはアプリ★ゲット上でフィーチャーフォン向けにチャリ走をリリースし、ヒットした。
2010年、エイチームは、GREE上で、横スクロール式ランアクションゲーム『無限マラソン』をリリースし、ヒットした。
スマートフォンアプリの時代になり2011年、Imangi Studiosは3Dランアクションゲーム『Temple Run』をリリースし、海外を中心にヒットした。その後、『ピットフォール』 (2012年・アクティビジョン) などのクローンが登場した。国内では『LINE ソニックダッシュS 』(2013年・セガネットワークス)が登場した。
横スクロール式のランアクションでは、2012年、Pastagamesが『Rayman Jungle Run』をリリースしている。その後も、『LINE ウィンドランナー 』(2013年・LINE)や『LINE クッキーラン』(2013年・LINE)、『クレヨンしんちゃん 嵐を呼ぶ 炎のカスカベランナー!!』(2014年・ブシロード)、『Super Mario Run』 (2016年・任天堂)、『スクールガールストライカーズ』内ミニゲームの「エテルニア ラン」(2017年9月・スクウェア・エニックス)、『名探偵コナンランナー 真実への先導者』(2019年・ブシロード)、『けだまのゴンじろー フィットエンドラン』(2019年・フォワードワークス) などが登場した。
また、横スクロール式ランアクションの飛行版も登場した。2013年5月、dotGEARSはFlappy Birdをリリースし、それは海外を中心に大ヒットした。2014年2月、dotGEARSがFlappy Birdをストアより削除したため、大量のFlappy Birdクローンがストアに登場した。また、Googleは、同年11月にリリースされたAndroid OSの新バージョンであるAndroid Lollipopにおいて、Flappy Birdクローンを隠し機能として搭載した。
レースゲームでは、JavaアプリやBREWアプリの時代より、『アスファルト アーバン GT』シリーズ (ゲームロフト) や『首都高バトル』シリーズのモバイル版 (元気モバイル (現And Joy)) などのレースゲームが存在した。モバイルSNSの時代となり、2011年、元気モバイルはMobage上でも首都高バトルをリリースしたが、これはレースゲームではなくカーバトルRPGとなっていた。
スマートフォンアプリの時代には、『首都高バトルA』(2011年11月・元気モバイル)、『Wacky Motors』(2012年・GREE)、『ドリフトスピリッツ』(2013年・バンダイナムコ)、『首都高バトルXTREME』 (2017年・元気)などが登場した。
カートレーシングでは、『Angry Birds Go!』(2013年・ロビオ・エンターテインメント)、『マリオカート ツアー』(2019年・任天堂) などが登場した。

#### ソーシャルRPGの進化
ソーシャルRPGとしては、2012年1月にスクウェア・エニックスがMobage上で、ファイナルファンタジーシリーズの新作タイトルとして、サイドビュー型RPGの『ファイナルファンタジー ブリゲイド』(後の『ファイナルファンタジー ブリゲイド ブレイク ザ シール』)をリリースし、2013年8月にそのAndroid版とiOS版をリリースした。
サイドビュー型タップバトルRPGでは、2013年7月、gumiグループ企業のエイリムが『ブレイブ フロンティア』をリリースした。その後、そのフォロワーとして、『マギアブレイク』(2014年4月・インブルー)、『ノブナガ・ザ・フール　戦乱のレガリア』(2014年7月・バンク・オブ・イノベーション)、『ONE PIECE トレジャークルーズ』(2014年5月・バンダイナムコゲームス)、『ソードアート・オンライン コード・レジスタ』(2014年12月・バンダイナムコゲームス)、『ザクセスヘブン』(2015年8月・バンダイナムコオンライン)、『ファイナルファンタジー ブレイブエクスヴィアス』(2015年10月・スクウェア・エニックス)、『LINE 三国志ブレイブ』(2015年11月・LINE)、『ブレイブファンタジア』(2016年1月・MSF)などがリリースされた。
また、ソーシャルRPGにおいても買い切りRPGの『Infinity Blade』等の影響を受けて3Dグラフィックスを採用したタイトルが登場し、『ギルティドラゴン 罪竜と八つの呪い』(2012年10月・バンダイナムコエンターテインメント)、『ドラゴンコレクションRPG ～少年と神狩りの竜～』（2014年4月・コナミ）、『ファイナルファンタジー アギト』（2014年5月・スクウェア・エニックス）、『メビウス ファイナルファンタジー』（2015年6月・スクウェア・エニックス）、『星のドラゴンクエスト』（2015年10月・スクウェア・エニックス）、『ディシディア ファイナルファンタジー オペラオムニア』(2017年2月・スクウェア・エニックス)、『テイルズ オブ ザ レイズ』(2017年2月・バンダイナムコエンターテインメント)、『ディアホライゾン』(2017年8月・スクウェア・エニックス)、『禍つヴァールハイト』（2019年4月・KLab）、『ブレイドエクスロード』（2019年10月・アプリボット→マイネット）、『テイルズ オブ クレストリア』（2020年7月・KLab/バンダイナムコエンターテインメント）、『崩壊:スターレイル』（2023年4月・miHoYo）などの3DベースのソーシャルRPGがリリースされた。
スマートフォン向け美少女ソーシャルRPGでは、2012年にジーンが『マジカル少女大戦』をリリースしたほか、『先生! 次はバトルの時間です。』(2013年2月・サイバーエージェント)、『魔界学園カタストロフィ』(2013年8月・セガ)、『連撃のブレイブハーツ』(2013年8月・ポケラボ)、『ファンタジスタドール ガールズロワイヤル』(2013年9月・ドリコム)、『ガールズ×マジック』(2013年9月・バンク・オブ・イノベーション)、『アンジュ・ヴィエルジュ 〜ガールズバトル〜』(2013年12月・セガゲームス)などが登場した。その後、3Dのものも登場し、『スクールガールストライカーズ』(2014年4月・スクウェア・エニックス)、『オルタナティブガールズ』 (2016年7月・サイバーエージェント)、『放課後ガールズトライブ』(2016年12月・エイチーム)、『拡張少女系トライナリー』 (2017年4月、コーエーテクモゲームス)、『プロジェクト東京ドールズ』(2017年6月・スクウェア・エニックス)、『ぱすてるメモリーズ』(2017年10月・フリュー) 、『けものフレンズ3』（2019年9月・セガゲームス→アピリッツ）、『ラピスリライツ 〜この世界のアイドルは魔法が使える〜』（2021年12月・盛趣遊戯/KLab）、『ヘブンバーンズレッド』（2022年2月・ビジュアルアーツ/WFS）、『ドルフィンウェーブ』（2022年10月・マーベラス）などの3D美少女ソーシャルRPGがリリースされた。
2012年4月、スクウェア・エニックスは新規IPである『拡散性ミリオンアーサー』 をリリースし、2014年11月にその続編となる『乖離性ミリオンアーサー』をリリースした。その後、そのフォロワーとして、『LINE 潜空のレコンキスタ』(2016年10月・LINE)、『ましろウィッチ』(2018年・スクウェア・エニックス) などがリリースされた。
2013年12月、マーベラスAQLは『剣と魔法のログレス いにしえの女神』をリリースした。その後、そのフォロワーとして、『ファイナルファンタジーグランドマスターズ』(2015年10月・スクウェア・エニックス)、『ブレイブリーデフォルト フェアリーズエフェクト』(2017年3月・スクウェア・エニックス)などがリリースされた。
2014年3月、Cygamesは『神撃のバハムート』をベースとした『グランブルーファンタジー』をリリースしヒットさせた。その後、そのフォロワーとして『神姫PROJECT』(2016年3月・DMM.com) 、『GOD EATER RESONANT OPS』(2018年4月・バンダイナムコエンターテインメント)などが登場した。
アニメ製作会社のアニプレックスもスマートフォンゲーム市場に参入し、『Fate/Grand Order』 (2015年)、『マギアレコード 魔法少女まどか☆マギカ外伝』 (2017年) などのRPGを企画・展開し、ヒットさせた。また、それらのフォロワーとして『魔王の始め方オンライン』(2017年・DMM・スマホ対応は2018年)、『サクラ革命 〜華咲く乙女たち〜』(2020年・セガ)、『ファンタジア・リビルド』(2020年・EXNOA)、『BLAZBLUE ALTERNATIVE DARKWAR』（2021年・アークシステムワークス）が登場した。
シミュレーションRPGでは、2011年にスクウェア・エニックスが『ファイナルファンタジータクティクス 獅子戦争』を買い切りとしてスマートフォンに移植したほか、2013年にそのシリーズの最新作としてソーシャルゲームの『ファイナルファンタジータクティクス S』をリリースした。その後、『テラバトル』（2014年10月・ミストウォーカー）、『ファントム オブ キル』（2014年10月・Fuji&gumi Games）、『誰ガ為のアルケミスト』(2017年6月・Fuji&gumi Games)、『ファイアーエムブレム ヒーローズ』(2017年2月・任天堂)、『スーパーロボット大戦DD』（2019年8月・バンダイナムコエンターテインメント）、『WAR OF THE VISIONS ファイナルファンタジー ブレイブエクスヴィアス 幻影戦争』（2019年11月・gumi/スクウェア・エニックス）、『ドラゴンクエストタクト』（2020年7月・Aiming/スクウェア・エニックス）、『ブルーアーカイブ -Blue Archive-』（2021年2月・ネクソン/Yostar）、『白夜極光』（2021年6月・TOURDOG STUDIO/テンセント）などのシミュレーションRPGが登場した。
ベルトスクロール式アクションRPGでは、『スペースファイター』(2013年8月・崑崙日本)、『グリムノーツ』 (2016年1月・スクウェア・エニックス)、『ソードアート・オンライン メモリー・デフラグ』(2016年8月・バンダイナムコエンターテインメント)、『追憶の青』(2016年9月・WFS)などが登場した。
横スクロール式アクションRPGでは、PC向けゲーム「メイプルストーリー」のスマートフォン版である『メイプルストーリーポケット』(2015年8月・ネクソン) が登場した。その後、『ららマジ』(2017年1月・WFS)、『Panipani-パラレルニクスパンドラナイト』(2017年9月・コロプラ)、『メイプルストーリーM』(2019年4月・ネクソン)などが登場した。
その他、スクウェア・エニックスは、シリーズIPでは『ドラゴンクエストモンスターズ スーパーライト』（2014年1月）、『ファイナルファンタジー レコードキーパー』（2014年9月）、『ヴァルキリーアナトミア -ジ・オリジン-』（2016年4月）、『ロマンシング サガ リ・ユニバース』（2018年12月）、『OCTOPATH TRAVELER 大陸の覇者』（2020年10月）、『ニーア リィンカーネーション』（2021年2月）、『ブレイブリーデフォルト ブリリアントライツ』（2022年1月）、『ファイナルファンタジーVII エバークライシス』（2023年9月）などを、新規IPでは『シノアリス』(2017年6月)などといったスマートフォン向けソーシャルRPGをリリースしている。また、その他のスマートフォン用オリジナルRPGのヒットタイトルとしては、『サウザンドメモリーズ』（2013年・アカツキ）、『消滅都市』（2014年・GREE）、『ゆるドラシル』（2014年・クローバーラボ）、『ラストピリオド -終わりなき螺旋の物語-』（2016年・Happy Elements）、『アナザーエデン 時空を超える猫』（2017年・GREE）、『メギド72』（2017年・DeNA）、『魔界戦記ディスガイアRPG』（2019年・フォワードワークス）、『メメントモリ』（2022年・バンク・オブ・イノベーション）、『勝利の女神:NIKKE』（2022年・SHIFT UP）などがある。

##### スマートフォン向けソーシャル3DアクションRPGの登場
3DのソーシャルアクションRPGでは、フィーチャーフォンの時代より3DのMMORPGが存在していた (「#フィーチャーフォン向けMMORPGの登場 (2003年)」参照)。その後、フィーチャーフォン向けMMORPGのスマートフォン版が登場し、『エレメンタルナイツオンライン THE WORLD』(2011年9月・ウインライト)、『セレスアルカ』のスマートフォン版 (2011年11月・アソビモ)、『イルーナ戦記Online』のスマートフォン版 (2011年12月・アソビモ)などがリリースされた。
その後もソーシャルスタイルのアクションRPGは継続してリリースされ、『アヴァベルオンライン』(2013年2月・アソビモ)、『Ultima Forever: Quest for the Avatar』(2013年8月・エレクトロニック・アーツ)、『聖剣伝説 RISE of MANA』(2014年3月・スクウェア・エニックス)、『ONE PIECE サウザンドストーム』(2016年4月・バンダイナムコエンターテインメント)、『崩壊3rd』(2016年10月・miHoYo)、『スターオーシャン:アナムネシス』(2016年12月・スクウェア・エニックス)、『リネージュ2 レボリューション』(2016年12月・ネットマーブル)、『GOD EATER ONLINE』(2017年2月・バンダイナムコエンターテインメント)、『ソードアート・オンライン インテグラル・ファクター』(2017年11月・バンダイナムコエンターテインメント)、『ファイナルファンタジー エクスプローラーズ フォース』(2018年3月・スクウェア・エニックス)、『キングスレイド』（2018年3月・Vespa）、『ドラガリアロスト』（2018年9月・Cygames/任天堂）、『LAST IDEA』（2019年4月・スクウェア・エニックス）、『アクション対魔忍』（2019年12月・Gremory）、『原神』（2020年9月、miHoYo）、『ドラゴンクエスト ダイの大冒険‐魂の絆‐』（2021年9月・DeNA/スクウェア・エニックス）、『テイルズ オブ ルミナリア』（2021年11月・コロプラ/バンダイナムコエンターテインメント）、『Tower of Fantasy（幻塔）』（2021年12月・パーフェクト・ワールド）などが登場している。
2014年7月、コロプラは指一本操作のアクションRPGである『白猫プロジェクト』をリリースし、ヒットさせた。その後、そのフォロワーとして、『バトルガール ハイスクール』 (2015年4月・コロプラ)、『サムライ ライジング』(2016年6月・スクウェア・エニックス)、『バトル オブ ブレイド』(2017年12月・スクウェア・エニックス) などの指一本操作のアクションRPGが登場した。
無双系アクションRPGでは、2018年にネクソンがコーエーテクモゲームスのコンシューマーゲーム「真・三國無双7」を基にした『真・三國無双 斬』をリリース。その後、コーエーテクモゲームスは2020年に「真・北斗無双」を基にした『北斗無双モバイル』を、2021年に新作の『真・三國無双』をリリースした。

#### 乱闘アクションゲーム
乱闘アクションゲームでは、『週刊少年ジャンプ 実況ジャンジャンスタジアム』(2018年8月・コナミ)、『ブレイドスマッシュ』(2018年9月・gumi)、『バクレツモンスター』(2018年10月・コロプラ) などが存在する。

##### 海外製ソーシャルRPGシステムの登場
海外製のRPGでは、2013年12月に中国の上海莉莉絲網絡科技 (Lilith Games)は、PC向けMOBA (マルチプレイヤーオンラインバトルアリーナ) ゲームの「Dota 2」(中国名「刀塔2」、Valve Corporation製) をベースとした『刀塔伝奇』を中国においてリリースし、このアプリは中国において大ヒットした。2014年6月、韓国のCom2uSは世界に向けて『サマナーズウォー: Sky Arena』をリリースし、このアプリは50を越える国でヒットした。同年8月、米国のuCoolは刀塔伝奇のクローンである『ヒーローズチャージ』を世界に向けてリリースした。
2015年3月、ガイアモバイルは日本において刀塔伝奇の日本向けローカライズ版である『ソウルクラッシュ』をリリースしたものの、日本では既に刀塔伝奇のクローンであるヒーローズチャージが広まっていた。刀塔伝奇の開発元であるLilith Gamesは、ヒーローズチャージが刀塔伝奇のプログラムを流用していることを発見し、ヒーローズチャージ開発元であるuCoolに対し訴訟を起こした。
一方、同じ月、ブリザード・エンターテイメントは刀塔伝奇が自社のウォークラフトシリーズの知的財産を侵害しているとしてLilith Gamesに対し訴訟を起こし、同年5月には、Dota 2の開発元であるValveも、Lilith Gamesによる知的財産侵害および不正競争行為に対し訴訟を起こした。2016年5月、Lilith Gamesは問題のあったアートワークを修正し、アプリの名前を刀塔伝奇から『小冰冰伝奇』へと変更した。
また、国内でもヒーローズチャージ類似システムのRPGが流行しはじめ、『聖闘士星矢 ゾディアックブレイブ』(2016年4月・バンダイナムコ)、『ヴァルキリーコネクト』(2016年6月・エイチーム)、『LINE: ガンダムウォーズ』 (2016年7月・LINE)、『THE KING OF FIGHTERS '98ULTIMATE MATCH Online』(原題「拳皇98终极之战OL」・2016年8月・中国OURPALM)、『プリンセスコネクト!Re:Dive』(2018年2月・Cygames)などのヒーローズチャージ類似システムのRPGが登場した。
『プリンセスコネクト!Re:Dive』は大きくヒットし、俗に「プリコネ系」と呼ばれる類似型ゲームも登場。そのようなフォロワータイトルとしては『この素晴らしい世界に祝福を!ファンタスティックデイズ』（2020年・サムザップ）、『ひぐらしのなく頃に 命』(2020年・ディ・テクノ)などがある。
戦闘と街作りを組み合わせるものも登場した。これには『戦国アスカZERO』(2015年・ORATTA→グリー子会社のファンプレックス)、『転生したらスライムだった件〜魔国連邦創世記〜』(2018年・ゲームゲート→モブキャスト) などがある。
中国OURPALM運営の『THE KING OF FIGHTERS '98ULTIMATE MATCH Online』は当初、関係の無い日本企業を運営元として記載していた上、景品表示法違反を起こして消費者庁から措置命令を受け話題となった。

#### ソーシャル恋愛ゲームの普及

##### 男性向け
男性向け恋愛ゲームでは、Javaアプリ時代よりPC向けタイトルの移植が行われていたほか、『ケータイ少女』『Days of Memories』などのモバイル専用タイトルも存在していた。また、PC版の美少女ゲームを移植して提供する『美少女☆クオリティ』『美少女遊び』『禁断のギャルゲー』『ビジュアルアーツ★Motto』などのサイトも登場していた。
2010年1月、ベクターがモバゲータウン上でソーシャル恋愛ゲーム『こいけん!』をリリースし、人気を博した。また、同年6月にベクターは同じくモバゲータウン上で『えんむす!』をリリースした。一方、GREEは同年8月にその対抗となる『ヒメこい』をリリースしたものの、グラフィックがコナミの『ラブプラス』に酷似しているとして話題となり、2011年2月にサービス終了となった。その他、GREEは『いもこい!』のリリースも行ったが、同じく絵の酷似が指摘され、早期にサービス終了を終了させた。
スマートフォンアプリの時代には、『ガールフレンド（仮）』(2012年、サイバーエージェント)、『乃木恋』(2016年、allfuz)などが登場している。

##### 女性向け
女性向け恋愛ゲームはJavaアプリ時代より存在した。ケータイ小説提供会社のボルテージは2006年に恋愛ゲームアプリの「恋人はNo.1ホスト」をリリースしてヒットし、その後も「恋愛上等★イケメン学園」「キャバ嬢★秘密の恋」など恋愛ゲームアプリをリリースしていった。また、StyleWalkerは2008年10月よりモバイル向け恋愛ゲームの恋愛事情シリーズを開始した。
2009年12月、KLabはmixiアプリ上でソーシャル恋愛ゲーム『恋してキャバ嬢』をリリースし、その後、このゲームをモバゲータウンとGREEにも提供した。その他のメーカー製のものとしては、GREEで配信された「君とナイショの…今日から彼氏」(通称キミカレ。2010年6月・ウインライト)などが登場した。
スマートフォンアプリ時代には、『ボーイフレンド（仮）』 (2013年、サイバーエージェント)、『イケメン戦国◆時をかける恋』（2015年、サイバード）、『DAME×PRINCE』（2016年、NHN PlayArt）、『囚われのパルマ』（2016年、カプコン）と言ったタイトルが登場している。

### スマートフォンの普及 (2008年)
2008年7月11日、AppleとソフトバンクモバイルはiPhone 3Gを発売した。それと同時にアップルはiOS専用アプリケーション販売サービス「App Store」を開始した。同年10月23日、GoogleはAndroid専用アプリケーション販売サービス「Android Market (現・Google Play)」を開始した。2009年6月、GoogleはAndroid向けネイティブアプリ作成のためのAndroid Native Development Kit (NDK)をリリースした。
2010年9月、ゲームエンジンのUnityがAndroidに対応し、これより先、モバイルゲームの開発にUnityを採用するケースが増えていった。

#### OSメーカー以外のアプリストアの登場
2010年6月、auを展開するKDDIは、Android端末IS01の発売と共に独自のアプリストアである「au one Market」の運用を開始し、au向け端末に標準搭載しはじめた。2010年8月、NECビッグローブも「andronavi」の運営を正式に開始し、その後、NEC製端末にそれを標準搭載した。同年11月、GMO子会社のGMOゲームセンターも「@GMOゲームセンター」を開始した。その後も「Amazon アプリストア」(2011年3月・Amazon)、「Ameba AppMarket」(2011年7月・サイバーエージェント)、「SQUARE ENIX MARKET」(2011年12月・スクウェア・エニックス)、「バナドロイド」(2012年2月・バンダイナムコゲームス)などの独自アプリストアが登場した。
また、モバイル向けゲームを提供する大手SNSもスマートフォンへの提供を強化し始めた。2010年から2011年にかけて、GREEは開発パートナー製のAndroid及びiOSゲームアプリの為に必要なGREE SDKの提供を開始した。2011年、DeNAもAndroid及びiOSアプリ版のMobageをリリースした上で、同様のMobage Android SDK及びMobage iOS SDKを提供した。
2012年、サイバーエージェントはスマートフォン版Amebaのゲーム向けAPIをサードパーティーに開放して、「Amebaスマホ」へと改称した。

#### パズルゲームの普及
2008年12月、ビースリー・ユナイテッドは積み上げパズルの『つみネコ』をリリースし、ヒットした。
2009年12月、パチンコで鳥を打ち上げて敵を倒すパズルゲーム『Angry Birds』がリリースされ、世界的な大ヒットを記録した。これにより、スマートフォンでのパズルゲームは一般的となった。また、『Angry Birds』のフォロワーとして、『Fragger』 (2010年・Miniclip)や、『ケリ姫クエスト』 (2011年・ガンホー・オンライン・エンターテイメント)などが登場した。
2012年2月、ガンホーはマッチ3ルールの盤面パズルゲーム『パズル&ドラゴンズ』をリリースし、大ヒットを記録した。その後も、『キャンディークラッシュ 』(2012年11月・King)、『LINE POP』 (2012年11月・LINE)、『LINE バブル』 (2012年12月・LINE)、『ぷよぷよ!!クエスト』(2013年・セガネットワークス)、『LINE ポコポコ』 (2014年・LINE)、『エレメンタルストーリー』（2015年・クルーズ）、『Gardenscapes』 (2016年・Playrix Games)、『ホームスケイプ』 (2017年・Playrix Games)、『ジャンプチ ヒーローズ』(2018年・LINE)、『トロとパズル 〜どこでもいっしょ〜』(2019年・ForwardWorks) 、『五等分の花嫁 五つ子ちゃんはパズルを五等分できない。』(2020年・enish) などの盤面パズルゲームが登場しヒットしている。
物理演算等を使った落ち物 (または浮き物)による非盤面パズルゲームも登場し、『LINE:ディズニー ツムツム』(2014年・LINE)、『クラッシュフィーバー』(2015年・ワンダープラネット)、『妖怪ウォッチ ぷにぷに』(2015年・レベルファイブ)、『マーベルツムツム』(2016年・ミクシィ (XFLAGブランド))、『ディズニー ツムツムランド』 (2017年・コロプラ)、『ぷちぐるラブライブ!』(2018年・ポケラボ)、『〈物語〉シリーズ ぷくぷく』(2018年・NHN PlayArt)、『アイドルマスター ポップリンクス』(2021年・NHN PlayArt/バンダイナムコエンターテインメント) などがリリースされた。
2017年3月、Yabuzakiは対戦型積み上げパズルの『どうぶつタワーバトル』をリリースし、このアプリは『どうぶつの森 ポケットキャンプ』の登場した2017年11月頃より流行を開始した。2018年3月、『つみネコ』開発元のビースリー・ユナイテッドは破産した。

#### ひっぱりアクションゲームの普及
2009年、芬ロビオ・エンターテインメントはひっぱり操作よるアクションパズルゲーム『アングリーバード』をリリースし世界的にヒットさせた。
2012年、ブシロードはバウンド対戦ゲームの『バウンドモンスターズ』をリリースした。2013年8月、サイバーエージェントは『ウチの姫さまがいちばんカワイイ』をリリース、2013年10月、mixi (XFLAGブランド) は、『モンスターストライク』をリリース。どちらもヒットし、引っ張りゲームが流行となった。特に大ヒットしたモンスターストライクは、パチンコ（スリングショット）やピンボールやおはじきに例えられた。
その後も『スリングショットブレイブズ』(2014年2月・コロプラ)、『ジョジョの奇妙な冒険 スターダストシューターズ』(2014年3月・バンダイナムコゲームス)、『キン肉マン マッスルショット』（2015年3月・DeNA）、『三国大戦スマッシュ!』(2015年3月・エイチーム)、『ソラとウミのアイダ』(2017年・フォワードワークス)、『グラフィティスマッシュ』（2017年・バンダイナムコエンターテインメント）、『けものフレンズ FESTIVAL』（2018年・GOODROID）などといったひっぱりアクションゲームが登場している。

#### スライスアクションゲームの登場
2010年、濠Halfbrick Studiosはスライスアクションゲームの『Fruit Ninja』をリリースし、Fruit Ninjaは世界的にヒットした。その後、『Dishonored: Rat Assassin』(2012年・ベセスダ・ソフトワークス)などのフォロワーが登場した。

#### 跳ね返しゲームの登場
テニスゲームでは2012年にセガがパワースマッシュシリーズのモバイル版である『パワースマッシュチャレンジ』を買い切りとしてリリースし、2016年にコロプラがソーシャルテニスゲームの『白猫テニス』をリリースした。
また、その他の跳ね返しゲームでは2019年にCygamesがピンボールを模した『ワールドフリッパー』を、2020年にXFLAGがブロック崩しを模した『スタースマッシュ』をリリースした。

#### 音楽ゲーム/リズムゲームの普及
携帯電話向け音楽ゲーム（リズムゲーム）としては『太鼓の達人』のモバイル版が定番であったが、スマートフォンアプリ移行後は操作性との相性の良さから多くの音楽ゲームが登場した。
初期には、既存のリズムゲームの移植版を中心に、有料型や楽曲課金型の音楽ゲームが多数登場した。初期にリリースされたものとしては、『レッツタップ (iOS版)』(2009年・セガ)、『DanceDanceRevolution S』(2009年・コナミ)、『jubeat plus』(2010年・コナミ)、『太鼓の達人プラス』及び『太鼓の達人★新曲取り放題！』(2010年・バンダイナムコ)、『グルーヴコースター』(2011年・タイトー)、『REFLEC BEAT plus』(2011年・コナミ)、『シアトリズム ファイナルファンタジー (iOS版)』(2012年・スクウェア・エニックス) などがある。
その後、Android版『Cytus』(2012年・Rayark)、『CROSS×BEATS』（2013年・カプコン）、『ピアノタイル』(2014年、猎豹移動) などの無料でも楽しめる音楽ゲームが登場した。
また、アイドルゲームのムーブメントと重なったこともあり、アイドルモチーフの音楽ゲームも流行した。女性アイドルを扱ったものでは2012年にセガが『初音ミク -Project DIVA-』のスピンオフとして、iOS用音楽ゲーム『ミクフリック』をリリース。2013年にはバンダイナムコゲームス（当時）が『アイドルマスターシリーズ』のリズムゲーム『THE IDOLM@STER SHINY FESTAをiOSに移植した。同年、Klabは『ラブライブ!』のソーシャルリズムゲーム『ラブライブ! スクールアイドルフェスティバル』をリリースしてヒットした。2015年にはバンダイナムコエンターテインメントが3Dミュージックビデオ搭載の『アイドルマスター シンデレラガールズ スターライトステージ』をリリースし、大ヒットを記録した。男性アイドルを扱ったものでは、『アイドリッシュセブン』(2015年・バンダイナムコ)、『ドリフェス!』(2016年・バンダイ)、『ツキノパラダイス。』(2017年・バンダイナムコ)、『B-PROJECT 無敵*デンジャラス』(2017年・S&P)、『KING OF PRISM プリズムラッシュ！LIVE』(2017年・エイベックス・ピクチャーズ)、『アイドルマスター SideM LIVE ON ST@GE!』(2017年・バンダイナムコ)などが登場している。
バンドをモチーフとしたリズムゲームも登場し、『SHOW BY ROCK!!』(2013年・ギークス)、『バンドやろうぜ!』(2016年・ディライトワークス)、『バンドリ！ ガールズバンドパーティ！』(2017年・ブシロード/Craft Egg) などがリリースされた。
その他の音楽ゲームのヒットタイトルとしては『ディズニー ツイステッドワンダーランド』（2020年・アニプレックス）、『プロジェクトセカイ カラフルステージ! feat. 初音ミク』（2020年・Craft Egg/セガ）などがある。

#### カラオケゲームの登場
採点カラオケでは通信カラオケのモバイル版である『分析採点JOYSOUND』（エクシング）や『カラオケ@DAM』（第一興商）が登場しているほか、新規参入により『ポケカラ』（港M&E Mobile Technology）などのアプリも登場している。また、2021年11月には子供向け知育アプリ『ごっこランド』（キッズスター）にもアプリ内ゲームの「めざせ!カラオケマスター!」が登場している。

#### 位置情報ゲームの普及
2013年、ナイアンティックがリリースした『Ingress』は位置情報ゲームと呼ばれるジャンルが周知される契機となった。
2016年3月、ガンホー・オンライン・エンターテイメントは『パズル&ドラゴンズ』の位置情報ゲーム版『パズドラレーダー』をリリースした。同年6月、ナイアンティックは『Ingress』の『ポケットモンスター』版となる『ポケモンGO』をリリースし、同タイトルは社会現象となる世界的大ヒットを記録した。その後もナイアンティックはWBゲームズ・サン・フランシスコとの協業による『ハリー・ポッター:魔法同盟』（2019年6月）やカプコンとの協業による『モンスターハンターNow』（2023年9月）といった『Ingress』ベースの位置情報ゲームをリリースしている。
その他のスマートフォン向け位置情報ゲームとしては『ステーションメモリーズ!』（2014年・モバイルファクトリー）、『妖怪ウォッチ ワールド』（2018年・ガンホー・オンライン・エンターテイメント/レベルファイブ）、『テクテクテクテク』（2018年・ドワンゴ）、『ドラゴンクエストウォーク』(2019年・スクウェア・エニックス) 、『信長の野望 出陣』（2023年・コーエーテクモゲームス）などのタイトルがリリースされている。

#### リアルタイムストラテジー/タワーディフェンス/MOBAの普及
リアルタイムによる操作性の相性の良さから、スマートフォン用ゲームアプリにおいてはタワーディフェンス系を中心としたリアルタイムストラテジーも多く登場している。
2009年、韓国Gamevilによりワンラインディフェンスゲームの『カートゥーンウォーズ』がリリースされ、その後、そのフォロワーとして『にゃんこ大戦争』(2010年・ポノス)、『LINE レンジャー』(2014年・LINE)、『METAL SLUG DEFENSE』(2014年・SNKプレイモア)、『城とドラゴン』(2015年・アソビズム) などが登場した。
また、PC向けブラウザゲームで流行していたトラビアン系ゲームのモバイル向けも登場した。国内では、2011年、セガにより、トラビアン系リアルタイムストラテジーとアクションRPGを組み合わせた『Kingdom Conquest』がリリースされたほか、同年、AQインタラクティブにより、トラビアン系ブラウザゲーム「ブラウザ三国志」のモバイル版『ブラウザ三国志モバイル』がリリースされた。その後、Kingdom Conquestの派生ゲームとして『三国志コンクエスト』(2012年・セガ)、『Kingdom Conquest II』(2012年・セガ)、『ガンダムコンクエスト』(2013年・バンダイナムコゲームス)が登場した。
2013年、セガネットワークスにより『チェインクロニクル』がリリースされ、その後、そのフォロワーとして『スーパーロボット大戦X-Ω』 (2015年、バンダイナムコ)、『結城友奈は勇者である 花結いのきらめき』 (2017年、オルトプラス)などが登場した。
スマートフォン向けマルチプレイヤーオンラインバトルアリーナ (MOBA) では、『Vainglory』(2014年・Super Evil Megacorp)、『モバイル·レジェンド: Bang Bang』(2016年・Moonton)、『＃コンパス 戦闘摂理解析システム』(2016年・NHN PlayArt/ドワンゴ)、『フレイム×ブレイズ』(2017年・スクウェア・エニックス)、『バトル オブ ブレイド』(2017年・スクウェア・エニックス)、『オーディンクラウン』(2018年・GameJeans)、『リーグ・オブ・ワンダーランド』（2019年・セガ・インタラクティブ）、『Pokémon UNITE』（2021年・TiMi Studios/ポケモン）などが登場した。
その他、タワーディフェンスでは『メルクストーリア - 癒術士と鈴のしらべ -』（2014年・Happy Elements）、『戦国やらいでか-乱舞伝-』（2015年・スクウェア・エニックス）、『アークナイツ』（2020年・Yostar）、『コードギアス 反逆のルルーシュ ロストストーリーズ』（2022年・EXNOA）、『無期迷途』（2022年・AISNO Games）などのタイトルが登場している。

#### 戦略型カードバトルゲームの普及
2011年、越Wulven Game Studiosはモバイル向け戦略型カードバトルゲームである『Shadow Era』をリリースした。
2013年、ゲームロフトは「Order and Chaos」シリーズをベースとした戦略型カードバトルゲームの『Order and Chaos Duels』をリリースした。2014年、ブリザードは『ウォークラフト』シリーズをベースとした戦略型カードバトルゲーム『ハースストーン』をリリースし、ヒットさせた。国内では、2015年にバンダイが『ガンダムクロスウォー』のアプリ版をリリースした他、2016年6月、Cygamesが『神撃のバハムート』をベースとした『Shadowverse』をリリースしてヒットさせている。
その後も、『遊戯王 デュエルリンクス』(2016年11月・コナミ)、『WAR OF BRAINS』(2016年12月・タカラトミー)、『CODE OF JOKER Pocket』(2017年1月・セガ・インタラクティブ)、『デュエルエクスマキナ』(2017年3月・DeNA)、『ドラゴンクエスト ライバルズ』 (2017年11月・スクウェア・エニックス)、『クロノマギア』（2018年3月、ガンホー・オンライン・エンターテイメント） 、『TEPPEN』（カプコン/ガンホー・オンライン・エンターテイメント）、『ゼノンザード』（2019年9月、バンダイ）、『遊戯王マスターデュエル』（2022年1月・コナミ）などの戦略型カードバトルゲームが登場している。

#### 抗争ゲーム/頭脳系ゲームの発展
スマートフォンにおいて、抗争ゲームは頭脳系ゲームにカテゴライズされることとなった。2012年に『クラッシュ・オブ・クラン』 (Supercell)が、2013年に『Game of War: Fire Age』 (Machine Zone)がリリースされ、人気を博した。日本国内における同ジャンルタイトルとしては『リトル ノア』（2015年・Blaze Games→Cygames）などが登場している。
2017年、Machine Zone子会社のEpic Actionは、スクウェア・エニックスとの業務提携による『ファイナルファンタジーXV: 新たなる王国』をリリースした。

#### オンラインマルチプレイヤーシューターの登場
スマートフォン版のオンラインマルチプレイヤー型の3Dシューティングゲームでは、『Pixel Gun 3D』(2013年・RiliSoft→Cubic games)などが存在していた。
2017年11月、網易は、PC向けバトルロイヤルゲーム「PUBG」(PUBG社製) 風のゲームとして、『荒野行動』及び『Rules of Survival』をリリースし、オープンベータを開始した。2018年2月、テンセントはPUBG社のライセンスを得て、中国でスマートフォンに向けて『PUBG Exhilarating Battlefield』及び『PUBG Army Attack』をリリースした。2018年4月、Epic GamesはPCゲーム『Fortnite』のモバイル版の正式サービスを開始した。
2018年4月、PUBG社は、「荒野行動」及び「Rules of Survival」がPUBGの著作権および商標を侵害しているとして、それらの開発元である網易に対し訴訟を起こした。
2019年、アクティビジョンはコール オブ デューティシリーズのモバイル版として『コール オブ デューティ モバイル』をリリースした。

#### クイズゲーム
クイズゲームでは、2012年10月にコナミがアーケードクイズゲーム「クイズマジックアカデミー」シリーズのスマートフォン版として『クイズマジックアカデミーSP』をリリースし、同年12月、セガもアーケードクイズゲーム「ネットワーク対戦クイズ Answer×Answer」シリーズのスマートフォン版として『クイズ Answer×Answer Pocket』をリリースした。
RPGスタイルのクイズゲームも登場した。2012年11月、カヤックは『冒険クイズキングダム』をリリースし、2013年1月、コナミは『クイズマジックアカデミーSP』に新しく「マジックペットの迷Qクエスト」を導入した。2013年3月、コロプラは『クイズRPG 魔法使いと黒猫のウィズ』をリリースし、ヒットさせた。
その後も、『クイズバトル討鬼伝』(2014年8月・コーエーテクモ)、『トリビアサーガ』(2015年10月・エイチーム)、『チノクライシス』(2015年12月・Baton)、『協力クイズRPG マギメモ』(2016年11月・スクウェア・エニックス)、『クイズマジックアカデミー ロストファンタリウム』(2018年2月・コナミ)などのクイズRPGが登場した。

#### ミステリーアドベンチャー
ミステリーアドベンチャーには脱出ゲームやアイテム探しなどがある。フィーチャーフォン向けでは2002年よりジー・モードが『いづみ事件ファイルシリーズ』を、2004年より元気が『探偵・癸生川凌介事件譚シリーズ』をリリースしている。
スマートフォンの時代には2012年にサイバードが『名探偵コナン推理シミュレーションゲーム』（後の『名探偵コナン推理ゲーム』）を、2014年にG5 Entertainmentが『Hidden City』を、同2014年よりサイバードが『MILD ESCAPEの外伝シリーズ』を、2016年よりハップが『ママにゲーム隠されたシリーズ』を、2021年にサムザップが『ロンドン迷宮譚』をリリースした。

#### 言葉遊びゲーム
言葉遊びゲームでは、2018年、セガゲームスが『共闘ことばRPG コトダマン』をリリースし、2019年、アニプレックスとカヤックが「もじぴったん」ゲームデザイナーの手がける『クロス×ロゴス』をリリースした。

#### 未来予測ゲーム
未来予測ゲームでは、『予言者育成学園 Fortune Tellers Academy』(2016年2月・スクウェア・エニックス)、『プロ野球が好きだ!2017』(2017年3月・スクウェア・エニックス) などが登場した。

### ゲーム機型携帯電話及び取り付け型コントローラーの登場

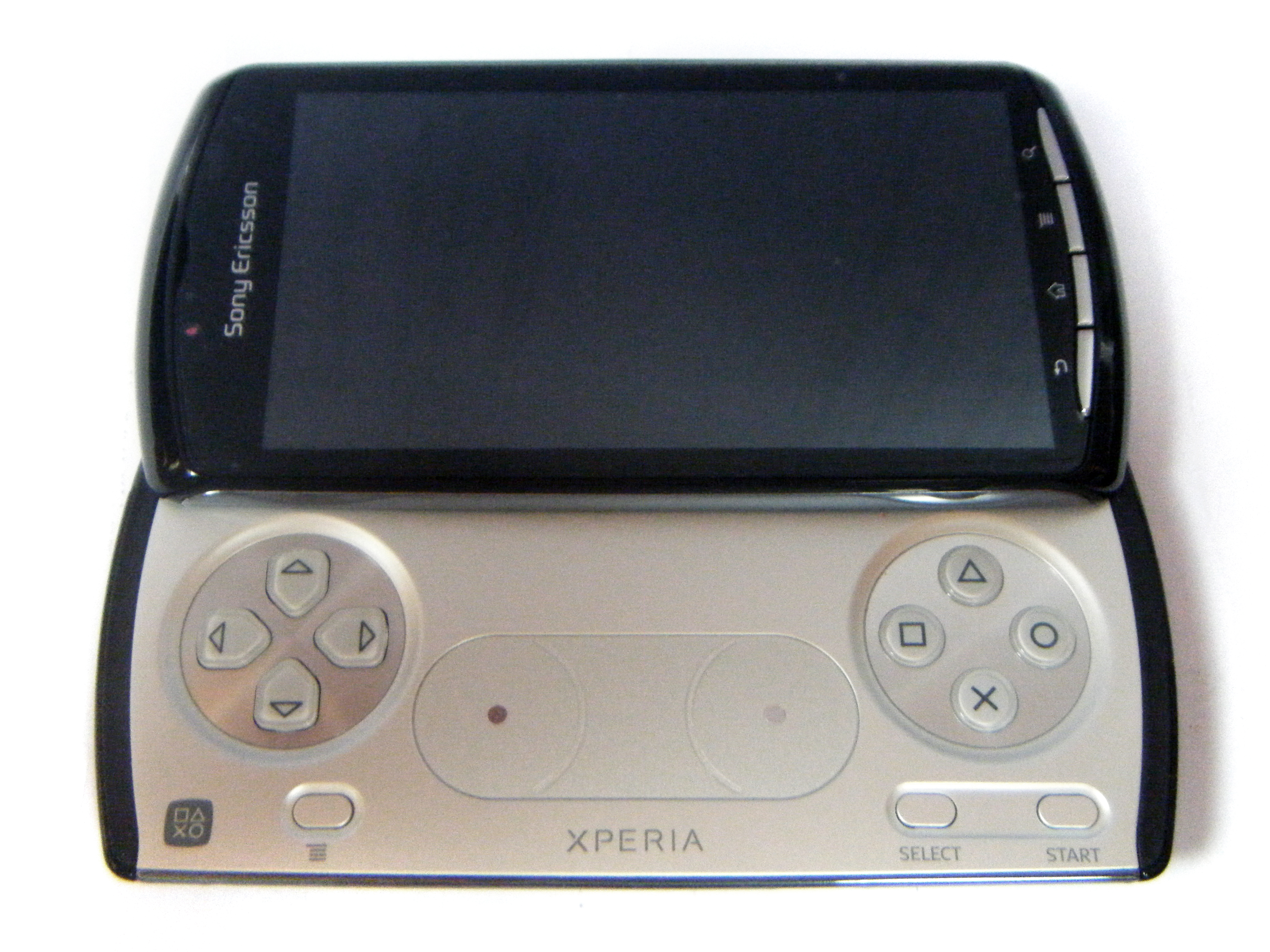
ドコモ スマートフォン Xperia Play

2011年10月、PlayStationを展開するソニー・コンピュータエンタテインメント（SCE）のライセンスプログラム「PlayStation Certified」搭載のスマートフォンXperia Playが発売され、同じくPlayStation Certified搭載のタブレット端末、Sony Tabletシリーズが発売された（PlayStation Mobile）。
2017年1月、Gamevice社 (旧Wikipad社) はiPhone 7用の取り付け型コントローラーアクセサリ「Gamevice」を発売した。同年、Gamevice社はNintendo SwitchのJoy-Conが同社の特許を侵害しているとして任天堂に対し訴訟を起こしたものの2020年に敗訴した。

### 品質の上昇
モバイルゲームに必要とされる品質は上がり続けており、それに伴ってゲームの開発費も上昇している。
またモバイルゲームの品質向上に合わせてモバイルゲームの容量増加も続いており、『アイドルマスター シンデレラガールズ スターライトステージ』や『原神』のような容量32GBを超えるゲームも登場し、2024年3月にはITmediaがストレージ容量64GBどころかストレージ容量128GBのスマートフォン端末すらもモバイルゲームに厳しくなりつつあると評価した。

#### 2Dグラフィック
初期のモバイルゲームはメモリの少なさもありドット絵を採用していた。2010年代後半になってもドット絵を多用する新作ゲームは登場しており、主なタイトルとして『ロマンシング サガ リ・ユニバース』(スクウェアエニックス・2018年)、『ワールドフリッパー』(Cygames・2019年)、『ガーディアンテイルズ』（Kong Studios・2020年） などがある。
ソーシャルゲームの時代になるとイラストカードが一般的となり、美麗イラストを売りにするものが登場した。初期の美麗イラストを売りとしたソーシャルゲームにはアルテイルシリーズのソーシャルゲーム『アルテイル バトルRPG』(GPコアエッジ・2011年2月)、『神撃のバハムート』(Cygames・2011年11月)、モンスターコレクションシリーズのソーシャルゲーム『モンスターコレクション』(フューチャーインスティテュート・2011年12月) などがある。
また、2DアニメーションのLive2Dもモバイルゲームに使われるようになった。初期の採用例には『バーコードカノジョ』(サイバード・2010年)、『メルルのアトリエ～アーランドの錬金術士3～App』(コーエーテクモ・2011年6月)、『放課後の紙芝居部』(2011年7月・ケイブ)などがある。女性向けアプリでも『2/2彼氏 －天使とアクマ－』(リブレ・2012年)、『ときめきレストラン』(コナミ・2013年)などに採用された。2013年には2DアニメーションソフトウェアのSpineも登場して、モバイルゲームに使われるようになった。

#### 3Dグラフィックの進化
3DCGはフィーチャーフォンの時代から使われていたものの、初期はソフトウェアレンダリングが中心であり限界が存在した。その後ハードウェアレンダリングが中心となって性能が向上していくとPC向け3Dオンラインゲームのモバイル版も登場するようになった。
またキャラクターのポリゴン数も増加していった。2015年の『アイドルマスター シンデレラガールズ スターライトステージ』と2017年の『アイドルマスター ミリオンライブ! シアターデイズ』では1キャラあたり約1万ポリゴン、2016年の『オルタナティブガールズ』と2021年の『ウマ娘 プリティーダービー』では1キャラあたり約2万ポリゴンに留まっていたのに対し、2024年の『学園アイドルマスター』ではゲームデザインもあって1キャラあたり約6万ポリゴンに到達し、ポリゴン数を前面に押し出した広報が行われた。

#### ボイス付け
2010年、ベクターはボイス要素のある恋愛シミュレーションゲーム『こいけん!』及び『えんむす!』をリリースし、2012年2月にソーシャル機能を強化したGREE版「こいけん!」をリリースした。2012年10月、サイバーエージェントは「耳で萌える学園恋愛ゲーム」として人気声優ボイス付きカードを売りにした恋愛ソーシャルゲーム『ガールフレンド（仮）』をリリースしヒットさせた。また同年、アイドルソーシャルゲームである『アイログ』 (タイトー) や『アイドルマスター シンデレラガールズ』(バンダイナムコ) でもボイス付きカードが追加され始めた。2013年、KLabはフルボイスのメインストーリーを搭載するアイドル音楽ゲーム『ラブライブ! スクールアイドルフェスティバル』をリリースした。
RPGでは2011年、スクウェア・エニックスがiPhone向け買い切りRPGの『CHAOS RINGS』シリーズにキャラクターボイスを追加した。2013年、スクウェア・エニックスはソーシャルRPG『拡散性ミリオンアーサー』でもメインストーリーのフルボイス化を行った。

#### シナリオの膨張
シナリオではフィーチャーフォンの時代よりPC向け美少女ゲームの移植が行われていた（携帯電話ゲーム#男性向け）。またイベントシーンの発生アイテムを販売する『インストールメアリー』（ドワンゴ、2007年）のようなゲームも登場していた。
ソーシャルゲームの時代にはカードの価値を上げるため、カードにキャラクターシナリオが付与されるようになった。またストーリー重視のソーシャルゲームが増えていき、シナリオライターが重用されるようになってシナリオライターの獲得競争が激化した。古いソーシャルゲームにあったシナリオの制限が緩和されていき、より壮大なシナリオも可能となった。
またシナリオを何回も繰り返す、いわゆる実況パワフルプロ野球（パワプロ）の「サクセス」風育成シミュレーションゲームシステムを搭載するソーシャルゲームも登場した。これには『パワプロアプリ』(KDE・2014年)の「サクセス」、『実況パワフルサッカー』(KDE・2016年)の「サクセス」、『神式一閃 カムライトライブ』(アプリボット・2017年)の「修行」、『アイドルマスター シャイニーカラーズ』(バンダイナムコ・2018年) の「プロデュース」、『社長、バトルの時間です!』(KADOKAWA・2019年) の「リクルート」、『魔法使いの約束』（coly・2019年）の「育成」、『エンゲージソウルズ』（スクウェアエニックス・2020年）の「トレーニング」、『ラクガキ キングダム』（タイトー・2021年）の「育成」、『ウマ娘 プリティーダービー』(Cygames・2021年) の「育成」、『ブルーロック Project：World Champion』（Rudel・2022年）の「トレーニング」、『サクライグノラムス』（マーベラス・2023年）の「スタイル育成」、『ゆるキャン△ つなげるみんなのオールインワン!!』（enish・2023年）の「キャンプ」などがある。
その後、「サクセス」風育成シミュレーションゲームにカードゲームの「デッキ構築型ローグライト」（Slay the Spireが起源）を組み合わせたゲームも登場した。これには2023年の『アイドルマスター シャイニーカラーズ Song for Prism』（バンダイナムコ）、2024年の『学園アイドルマスター』（バンダイナムコ）が存在する。

#### アニメとの融合
スマートフォンゲームとアニメの融合が進んでいる。2015年、バンダイナムコオンライン及びセガネットワークスが「スマホゲーム初のアニメRPG」を謳う『ザクセスヘブン』をリリースした。その後も、『拡張少女系トライナリー』(2017年4月・コーエーテクモ)、『レイヤードストーリーズ ゼロ』 (2017年12月・バンダイナムコ)、『プリンセスコネクト！Re:Dive』 (2018年2月・Cygames)、『エピックセブン』(2019年11月・Yostar)などゲームとアニメの融合を売りにしたゲームが登場している。

### 他機種への移植
2014年よりハムスターはフィーチャーフォン用アプリをPlayStation Vitaへと移植する「アプリアーカイブス」を開始した。2015年、スクウェアエニックスはモバイル端末向け買い切りRPGであった『CHAOS RINGS』シリーズをPlayStation Vitaへと移植した。
DeNAはPCでスマートフォンアプリを動かすためのAndAppを立ち上げ、2016年には『刻のイシュタリア』、『幻獣契約クリプトラクト』が、2017年には『オルタナティブガールズ』、『グランブルーファンタジー』がAndAppによりPCへと移植され、その後も様々なスマートフォン用アプリゲームがPCへ移植されていった。
また、『パワプロアプリ』のコンシューマ版とも言うべき『実況パワフルプロ野球サクセススペシャル』（2016年）や『エレメンタルナイツR』のNintendo Switch版（2018年）など、自前でスマートフォンアプリを他機種に移植することも行われている。『欅のキセキ』（2017年）や『原神』（2020年、miHoYo）などPC版やCS版が同時にリリースされるケースも現れている。
その他、Nintendo Switchにタッチパネルが搭載されていることから、モバイル音楽ゲームの移植も進んでいる。これには『DEEMO』（2017年）、『VOEZ』（2018年）、『Cytus α』（2019年）、『バンドリ! ガールズバンドパーティ! for Nintendo Switch』（2021年）、『アイ★チュウ』（2022年）、『東方ダンマクカグラ ファンタジア・ロスト』（2024年）などがある。
またサービス終了したスマートフォンゲームの移植も進んでいる。2023年9月には『ロックマンX DiVE』の買い切り版である『ロックマンX DiVE オフライン』がスマートフォンだけでなくSteamにも移植され、2024年1月には『結城友奈は勇者である 花結いのきらめき』がPlayStation 4とNintendo Switchに移植され、2024年2月には『東方ダンマクカグラ ファンタジア・ロスト』がSteamに移植され（Switch版は前述）、2024年7月には『オンエア!』がSwitchに移植されている。
またフィーチャーフォン向けゲームでは2020年にジー・モードがそれをNintendo Switchへと移植する「G-MODEアーカイブス」の展開を開始し（後にSteamへと拡大）、同社の『フライハイトクラウディア』シリーズや『ビーチバレーガールしずく』シリーズ、『いづみ事件ファイル』シリーズ、『mystia』シリーズ、『ケータイ少女』シリーズ、『ドラゴン×ドラゴン』シリーズなどがコンシューマやSteamへと移植された。また2021年にはその移植を他社配信の作品へと広げた「G-MODEアーカイブス+」の展開を開始し、And Joy（旧元気モバイル）の『探偵・癸生川凌介事件譚』シリーズや『女神転生外伝 新約ラストバイブル』シリーズ、『サイコミステリー・シリーズ』、『藤堂龍之介探偵日記』シリーズ、『牧場物語モバイル』シリーズ、『ARMORED CORE MOBILE』シリーズなどもコンシューマへと移植された。